# Ligne 241 (Infrabel)
La ligne 241 est une ligne ferroviaire industrielle belge de la ville de Binche.

## Historique
La ligne 241 était connectée à la ligne 108 (Mariemont - Binche) à la gare de Leval et reliait cette dernière à la centrale électrique de Péronnes-lez-Binche (section de la ville de Binche).
Cette ligne a été déferrée à la suite de la fermeture de la centrale.
De nos jours, seul le passage à niveau de la rue de l'Industrie, à Ressaix, subsiste, quoique désaffecté.

## Galerie

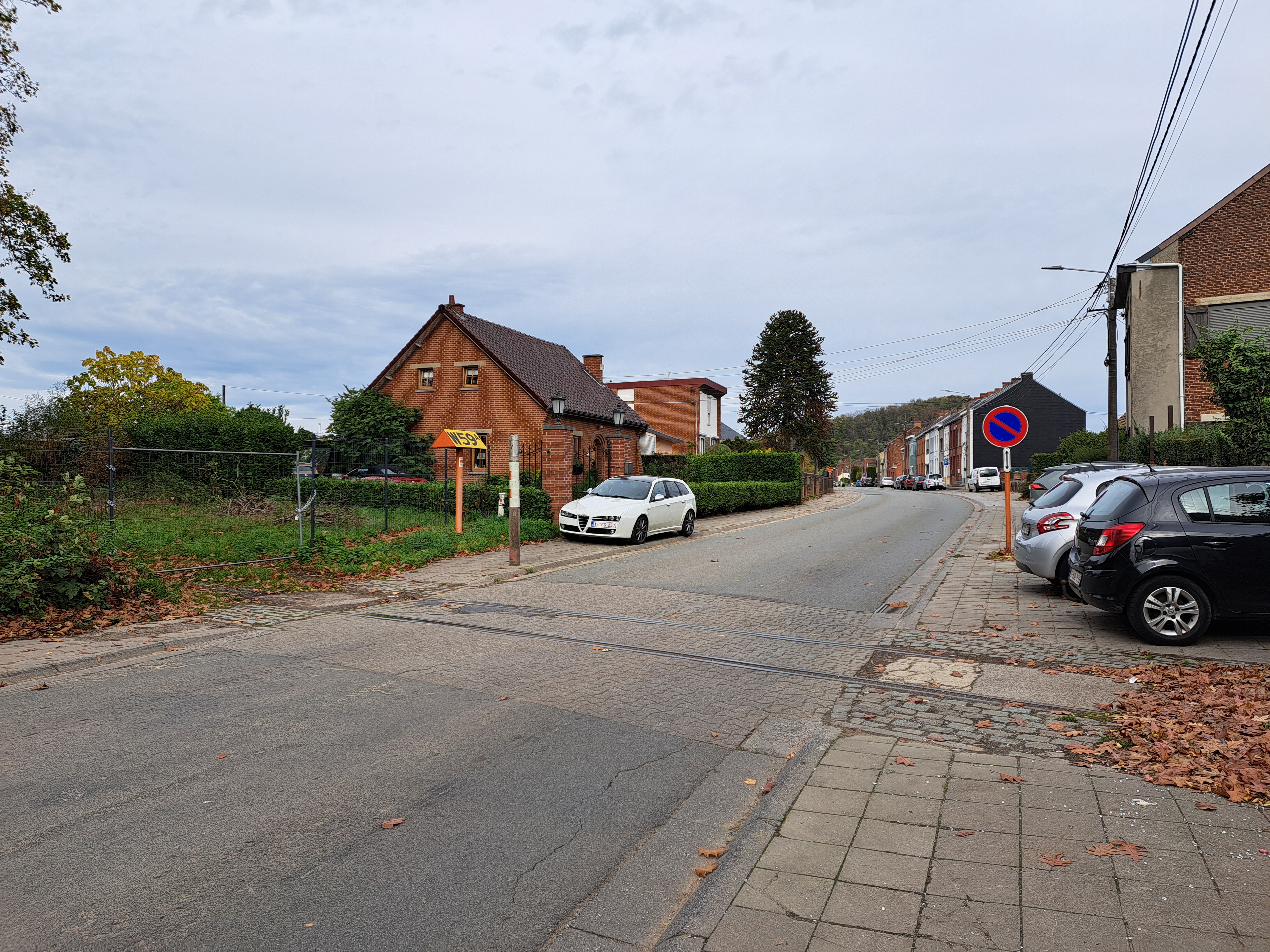
Ancien passage à niveau de la rue de l'Industrie, à Ressaix.